# Kecamatan Rantau Panjang Tabir
Kecamatan Rantau Panjang Tabir är ett distrikt i Indonesien.   Det ligger i provinsen Jambi, i den västra delen av landet, 700 km nordväst om huvudstaden Jakarta.